# David Grisman
Ne doit pas être confondu avec Antoine Griezmann.
David Grisman, né le 23 mars 1945 à Hackensack (New Jersey, États-Unis)  est un joueur de mandoline américain. Sa virtuosité et son sens musical en a fait, depuis cinquante ans, l'un des meilleurs mandolinistes de bluegrass et de jazz.

## Biographie
David Grisman commence sa carrière musicale en 1963 en tant que membre du Even Dozen Jug Band. Son surnom, « Dawg » lui a été affectueusement donné par son ami Jerry Garcia en 1973 (ils se sont rencontrés en 1964 au Sunset Park à West Grove (Pennsylvanie). La musique de Dawg est un mélange de bluegrass, du jazz de Stéphane Grappelli et Django Reinhardt comme sur l'album Hot Dawg de 1977. Stephane Grappelli a joué sur deux morceaux de Hot Dawg et sur Stephane Grappelli and David Grisman Live en 1981. Grisman, avec New Grass Revival, est généralement considéré comme l'un des interprètes du nouveau bluegrass parfois appelé bluegrass progressif ou newgrass.

## Dawg music
Compositeur, improvisateur et mandoliniste exceptionnel, David Grisman a très tôt été considéré comme l'un des pères du newgrass. Mais, à la différence de ses pairs (New Grass Revival (en) ou Tony Trischka (en), par exemple), qui optent pour un bluegrass progressif, David Grisman se détache sensiblement de l'héritage et du son traditionnel, en optant, au sein de ses formations en quartet ou en quintet, pour un choix qui impose de suite le caractère de sa musique : le chant et le banjo disparaissent (au profit, au début, d'une mandoline en duo), les morceaux sont, souvent, de longues suites instrumentales, les influences deviennent multiples (Amérique du Sud, Europe de l'Est). Le répertoire est entièrement constitué autour des compositions de David Grisman, auxquelles s'ajoutent des thèmes extérieurs (Grappelli, Reinhardt, etc.). Très vite, on parle de Dawg music, pour qualifier un genre nouveau, résolument acoustique, entre bluegrass, jazz et musique savante, qui n'a pas d'équivalent. Plus tard, l'instrumentarium évolue, avec des entrées pour le moins originales : flûte traversières, percussions, etc.

## Acoustic Disc Records — 100% handmade music
David Grisman est à l'initiative de la création d'un label au concept simple : la publication (ou republication) de ses propres enregistrements, l'édition de documents d'archives (enregistrements anciens, collectages), ainsi que la réalisation de nouveaux albums de groupes ou musiciens autres. Comme son nom l'indique, les enregistrements favorisent exclusivement les instruments acoustiques. Le premier disque à sortir sur ce label fut "Dawg 90".

## Discographie
- Avec Even Dozen Jug Band
- Avec Bill Keith (Bluegrass progressif)
  - Muleskinner, A Pot pourri of Bluegrass Jam 1973 (feat. Peter Rowan, Clarence White, Bill Keith)
  - The David Grisman Rounder Record (en) (1976) reed. CD 0069, 1986 (feat. Tony Rice, Bill Keith)
  - Something Auld, Something Newgrass, Something Borrowed, Something Bluegrass(Bill Keith) 1976 Rounder - reed. CD 0084, 1998 (feat. Tony Rice)
- Avec Old and in the Way
  - Old and in the Way 1975
  - That High Lonesome Sound 1996
  - Breakdown 1997
  - Old and in the Gray 2002
- Garcia & Grisman
  - Garcia/Grisman  - 1992
  - Not for Kids Only - 1993
  - Shady Grove - 1996
  - So What - 1998
  - The Pizza Tapes (featuring Tony Rice) – 2000
  - Been All Around This World - 2004
  - Grateful Dawg
- Solo, avec d'autres, et avec DGQ (David Grisman Quintet)
  - Musique du film pour Roger Corman '(EAT MY DUST )
  - The David Grisman Quintet - 1977
  - Hot Dawg - 1978
  - Quintet '80 - 1980
  - Early Dawg - 1980
  - Mondo Mando - 1981
  - Dawg Jazz/Dawg Grass - 1982
  - Here Today - 1982
  - David Grisman's Acoustic Christmas - 1983
  - David Grisman - 1983
  - Mandolin Abstractions [en concert] - 1983
  - Acousticity - 1984
  - Svingin' with Svend - 1986
  - Home Is Where the Heart Is - 1988
  - Dawg '90 - 1990
  - Common Chord - 1993
  - David Grisman Rounder Compact Disc - 1993
  - Dawgwood - 1993
  - Tone Poems - 1994
  - Tone Poems 2 - 1995
  - Dawganova - 1995
  - DGQ-20 - 1996
  - Retrograss - 1999
  - Dawg Duos - 1999
  - Tone Poems 3: The Sounds of the Great Slide & Resophonic Instruments - 2000
  - New River - 2001
  - Traversata [en concert] - 2001
  - Dawgnation - 2002
  - Life of Sorrow - 2003
  - New Shabbos Waltz - 2006
  - Dawg's Groove [en concert] - 2006
  - DGBX - 2006
  - Classic Dawg [DVD] [en concert] - 2006
  - Satisfied - 2007